# Proceedings of the Royal Irish Academy
Les Proceedings of the Royal Irish Academy sont des revues éditées par l'Académie royale d'Irlande pour « promouvoir l'étude de la science, de la littérature et de l'antiquité », créées en 1836 et 1902.
Les Proceedings sont divisés en trois sections :
- A : Mathématiques et physique[1], 2 publications par an,
- B : Biologie et environnement[2], 3 publications par an,
- C : Archéologie, culture, histoire et littérature[3],[4], une publication annuelle.